# Motacilla
Motacilla is een geslacht van zangvogels uit de familie van de kwikstaarten en piepers (Motacillidae). Het geslacht telt dertien soorten.

## Kenmerken
De soorten zijn over het algemeen vrij klein en hebben een lange staart.

## Soorten
- Motacilla aguimp  –  Afrikaanse bonte kwikstaart
- Motacilla alba  –  Witte kwikstaart
- Motacilla bocagii  –  Bocages langsnavelzanger
- Motacilla capensis  –  Kaapse kwikstaart
- Motacilla cinerea  –  Grote gele kwikstaart
- Motacilla citreola  –  Citroenkwikstaart
- Motacilla clara  –  Bergkwikstaart
- Motacilla flava  –  Gele kwikstaart
- Motacilla flaviventris  –  Madagaskarkwikstaart
- Motacilla grandis  –  Japanse kwikstaart
- Motacilla maderaspatensis  –  Indische bonte kwikstaart
- Motacilla samveasnae  –  Mekongkwikstaart
- Motacilla tschutschensis  –  Oostelijke gele kwikstaart